# Chesapeake (Virginie)
Pour les articles homonymes, voir Chesapeake.
Chesapeake est une ville indépendante située dans la région de South Hampton Roads dans l'est de la Virginie. Sa population s’élevait à 222 209 habitants lors du recensement de 2010, et est estimée à 240 397 habitants en 2017. Chesapeake est la troisième ville de Virginie par le nombre d'habitants.

## Histoire
La ville fut créée en 1963, quand l'ancienne ville indépendante de South Norfolk a brûlé dans un grand incendie. Le nouveau nom a été choisi après un référendum. La ville est relativement jeune, le comté de Norfolk a été supprimé en 1963.
Le 22 novembre 2022, un homme armé tue six personnes dans un supermarché Walmart de la ville, avant de se suicider (voir fusillade de Chesapeake).

## Géographie
D'après le bureau du recensement des États-Unis, la ville a une surface totale de 908,8 km2. Dont 882,5 km2 sont des terres et 26,4 km2 soit 2,90 % sont de l'eau.
La partie nord-est du canal du marais de Dismal est localisée à Chesapeake.

## Démographie
| Groupe            | Chesapeake | Virginie | États-Unis |
| ----------------- | ---------- | -------- | ---------- |
| Blancs            | 62,6       | 68,6     | 72,4       |
| Afro-Américains   | 29,8       | 19,4     | 12,6       |
| Métis             | 3,1        | 2,9      | 2,9        |
| Asiatiques        | 2,9        | 5,5      | 4,8        |
| Autres            | 1,2        | 3,2      | 6,2        |
| Amérindiens       | 0,4        | 0,4      | 0,9        |
| Océaniens         | 0,1        | 0,1      | 0,2        |
| Total             | 100        | 100      | 100        |
|                   |            |          |            |
| Latino-Américains | 4,4        | 7,9      | 16,7       |

Selon l'American Community Survey, pour la période 2011-2015, 92,74 % de la population âgée de plus de 5 ans déclare parler l'anglais à la maison, 3,31 % déclare parler l'espagnol, 0,99 % le tagalog et 2,99 % une autre langue.